# Élasmoïde
 (juin 2021).
Si vous disposez d'ouvrages ou d'articles de référence ou si vous connaissez des sites web de qualité traitant du thème abordé ici, merci de compléter l'article en donnant les références utiles à sa vérifiabilité et en les liant à la section « Notes et références ».
Les écailles élasmoïdes sont spécifiques aux Téléostéens. 
Les téléostéens primitifs ont des écailles de type cycloïdes : avec des stries circulaires régulières et un bord émoussé. 
Les Téléostéens plus évolués ont des écailles de type cténoides, ayant aussi des stries circulaires régulières mais avec un bord comportant de petites épines.

## Croissance
Ces écailles grandissent en même temps que l'animal. Elles présentent alors des stries de croissance, permettant de déterminer l'âge de l'animal (sachant que les téléostéens ne s'arrêtent jamais de grandir).